# Joan Baptista de Queralt i de Pinós
Joan Baptista de Queralt i de Pinós   (Barcelona, 8 de febrer de 1758 - Alella, 7 d'octubre de 1803) fou un noble català, setè comte de Santa Coloma.

## Biografia
Fill d'Ignasi Andreu de Queralt i Descatllar i Josepa de Pinós i Sureda, durant l'estiu de 1784 es casa amb María Lluïsa de Silva, filla del marquès de Velamazán Pedro de Castejón, qui promou l’aliança. Es tracta del primer matrimoni del llinatge Queralt amb un membre de la cort castellana, una decisió que li va permetre optar al títol de gran d’Espanya de primera classe, concedit per Carles IV el 29 d’octubre de 1792. El comte havia reclamat la distinció emparant-se en la concessió de grande que Felip IV havia fet a Lluís de Queralt i d’Alagó i els successors. Joan Baptista també és nomenat cavaller de l’ordre de Carles III (27 de juny de 1794).
Joan Baptista de Queralt resideix a Barcelona pràcticament tota la seva vida adulta. El 1777 participa en la processó de Divendres Sant com a membre de la Confraria de la Solitud. El seu primogènit, Joan Baptista de Queralt i Silva, és batejat el 1786 a la catedral de la ciutat. El 22 d’abril de 1797, Rafael d’Amat escriu en el Calaix de Sastre: «S'ha dit que l’Exm. Sr. comte de Santa Coloma, regidor decano del m olt Il·ltre. Ajuntament d’esta ciutat, ha fet dimissió d’est empleu, i que S.M. li ha acceptat la renúncia, que diuen ha motivat la falta de salut i molestos achaques d’uns vòmits que pateix dir Exm. Sr. Comte».
A Santa Coloma de Queralt, capital del comtat de Santa Coloma, Joan Baptista viu una situació tensa amb els seus habitants. Quaranta-cinc veïns es neguen a pagar-li censals (1791), i tres anys més tard, el municipi sol·licita ser incorporat a la Corona Reial (1794). La relació entre els comtes i els colomins no millorarà, com es dedueix de la supressió del donatiu d’una coca, que els Queralt havien fet secularment, el dia de Tots Sants (1802).
Joan Baptista de Queralt dicta testament el 15 d’agost de 1803 i mor la matinada del 7 d’octubre del mateix any.